# Wiswesser Line Notation
Wiswesser Line Notation (WLN) ist ein komplizierter und auch veralteter linearer Strukturcode für chemische Verbindungen, erfunden 1954 von W. J. Wiswesser. Einzelne Buchstaben geben ein bestimmtes Strukturfragment wieder, eine Zeichenkette gibt die gesamte Struktur wieder. Von vielen Datenbanken (zum Beispiel ISI, RTECS) und auch pharmazeutischen Datenbanken wurde die WLN-Notation benutzt.
| Name                  | WLN-Code           | Summenformel | Struktur |
| --------------------- | ------------------ | ------------ | -------- |
| Methan                | 1H                 | CH4          |          |
| Ethan                 | 2H                 | C2H5         |          |
| Propan                | 3H                 | C3H8         |          |
| Pentachlorbenzoesäure | QVR BG CG DG EG FG | C7HCl5O2     |          |